# Transjordańskie Oddziały Graniczne
Transjordańskie Oddziały Graniczne (ang. Transjordan Frontier Force, TJFF) – brytyjska kolonialna formacja zbrojna istniejąca w Transjordanii w latach 1926–1948
W kwietniu 1926 brytyjskie władze emiratu Transjordanii utworzyły Transjordan Frontier Force. Ich nominalnym zwierzchnikiem był król Abdullah, faktycznie zaś podlegały brytyjskiemu wysokiemu komisarzowi Palestyny. Ich zadaniem była ochrona i patrolowanie północnej i południowej granicy Transjordanii i Palestyny. Składały się z trzech szwadronów i kompanii wielbłądziej. Dowództwo znajdowało się w al-Zarqa koło Ammanu. Liczyły początkowo jedynie 150 żołnierzy, ale zostały szybko powiększone do ok. 1 tys. ludzi z brytyjską kadrą oficerską. Rekruci pochodzili w większości z rozwiązanej żandarmerii palestyńskiej. Około 70% żołnierzy Transjordan Frontier Force stanowili miejscowi Arabowie z prowincji, zaś ok. 25% - Czerkiesi z palestyńskiej diaspory. W skład służb administracyjnych i technicznych wchodzili Arabowie z miast i pewna liczba Żydów. Ponadto istniała kompania wielbłądzia złożona z Sudańczyków. W 1930 ochronę granic przejęły Desert Mobile Force. W tym samym roku do Transjordan Frontier Force została dołączona kompania zmechanizowana. Łączna liczba kompanii wzrosła do ośmiu. Wkrótce kompania wielbłądzia została przekształcona w drugą kompanię zmechanizowaną. W okresie II wojny światowej wydzielone oddziały Transjordan Frontier Force wzięły udział w 1941 r. w operacji "Exporter", tj. kampanii w Libanie i Syrii przeciwko wojskom Francji Vichy, a następnie w tłumieniu powstania antybrytyjskiego w Iraku (patrz: wojna brytyjsko-iracka 1941). Ostatnią kampanią, w której wzięło udział Transjordan Frontier Force, były walki z Żydami w 1948.